# Алый час
«Алый час» (англ. The Scarlet Hour) — фильм нуар режиссёра Майкла Кёртиса, который вышел на экраны в 1956 году.
Фильм поставлен по рассказу Фрэнка Тэшлина «Поцелуй на прощанье». Фильм рассказывает о паре любовников — Поли (Кэрол Омарт) и Марше (Том Трайон), которые случайно слышат, как преступники готовят план кражи драгоценностей из богатого дома. Пара решает ограбить воров во время их кражи, чтобы затем сбежать и жить на похищенные средства. Однако в момент ограбления Поли случайно убивает следившего за ней своего ревнивого мужа, а позднее выясняется, что украденные драгоценности были копиями, в то время, как само ограбление было задумано лишь как прикрытие более обширного преступного плана.
Фильм носил для студии Paramount Pictures экспериментальный характер. Пригласив в качестве режиссёра и продюсера авторитетного Майкла Кёртиса, а также выделив солидный бюджет на производство картины, студия тем не менее взяла на все роли молодых, практически неизвестных актёров. Разочаровавшись полученным результатом, студия выпустила картину в ограниченный прокат при слабой рекламной поддержке, в результате она осталась практически незамеченной.

## Сюжет
Однажды поздно вечером в пустынном Хайленд-парке на одном из холмов Лос-Анджелеса агент по торговле недвижимостью Е. В. «Марш» Маршалл (Том Трайон) тайно встречается со своей возлюбленной Полин «Поли» Невинс (Кэрол Омарт). Во время встречи они случайно становятся свидетелями сцены, во время которой один мужчина (Дэвид Льюис) инструктирует двух других, как совершить кражу драгоценностей на сумму 350 тысяч долларов из расположенного поблизости шикарного особняка, когда его владельцы через несколько дней уедут на рыбалку. Когда Марш собирается сообщить об услышанном в полицию, Поли напоминает ему, что тогда станет известно о том, что они встречаются, и эта информация дойдёт до Ральфа (Джеймс Грегори), который является боссом Марша и мужем Поли. Марш хочет, чтобы Поли развелась с мужем и вышла замуж за него. Однако Поли отказывается от его предложения, так как Марш не может обеспечить ей ту богатую жизнь, которую даёт ей муж. Около дома Поли встречает разгневанный от ревности Ральф. Когда она предлагает ему развестись, он отказывается, не желая делиться с ней своим богатством, после чего жестоко её избивает. Утром Ральф пытается извиниться перед Поли, однако её не оказывается в своей комнате. Она к этому времени уже приехала домой к Маршу, который приходит в ужас от следов побоев на её теле. Марш немедленно звонит на работу, чтобы разобраться с Ральфом, однако в последний момент Поли шёпотом уговаривает его не устраивать скандал, а просто попросить извинения за опоздание. Пока они перешёптываются, Ральф слышит по телефону знакомый звон браслетов, которые он подарил Поли, и понимает, что у неё роман с Маршем. Когда Марш приезжает на работу, Ральф объявляет ему, что собирается восстановить пошатнувшиеся отношения с женой. Для этого в ближайшие дни он отправится с ней в длительное путешествие, и на время своего отсутствия Ральф поручает Маршу возглавить офис. Такое неожиданное предложение рушит планы Марша, однако он соглашается на предложение босса. Ральф вызывает свою секретаршу Кэти Стивенс (Джоди Лоуренс), сообщая ей о своём решении. Кэти поздравляет Марша, однако тот настолько растерян, что не обращает внимания на её слова и уходит. В течение следующих дней Ральф бдительно следит за Поли, но, наконец, ей удаётся ускользнуть от него и встретиться с Маршем на автомойке. Поли говорит Маршу, что не может ехать вместе с Ральфом, после чего они решают сбежать и жить вместе, однако для этого у них нет денег. Тогда Поли напоминает Маршу о ворах, разговор которых они случайно подслушали, предлагая их ограбить после того, как они украдут драгоценности. Оторопевший Марш отвечает, что они не должны начинать новую жизнь на «гнилом фундаменте». В ответ Поли рассказывает ему о том, что провела детство в бедности и больше не хочет возвращаться к такой жизни, тем более, что они имеют такой шанс быстро и относительно легко разбогатеть. А моральные угрызения их не должны мучить, так как они собираются забрать добычу у преступников, которые завладели ценностями незаконно. Однако Марш не соглашается пойти на преступление, и тогда Поли от него уходит. Тем не менее, уже на следующее утро влюблённый Марш, который не хочет терять Поли, сообщает ей по телефону, что готов осуществить её план.
Марш решает предварительно осмотреть дом доктора Сэма Линбери, который предполагается обокрасть. Под видом агента недвижимости он обращается к хозяйке дома миссис Линбери, которая заявляет, что они не собираются его продавать, однако любезно соглашается показать дом Маршу. При очередной встрече Поли просит Марша придумать способ задержать Ральфа на работе следующим вечером допоздна. Она же для обеспечения алиби пойдёт в ночной клуб со своими друзьями Филлис и Томом Рикерами. Увидев, как Поли пытается незаметно покинуть офис компании после встречи с Маршем, Ральф решает проследить за своей женой. Он берёт напрокат машину, которую паркует около своего офиса. Вечером, сделав вид, что отправился на работу, он следит за тем, как Поли приезжает с друзьями в ночной клуб. В клубе Поли просит Филлис прикрыть её, говоря, что хочет попрощаться со своим любовником перед отъездом в длительное путешествие, и Филлис соглашается помочь подруге. После этого Поли быстро выезжает из клуба, по дороге забирая Марша. Они подъезжают к дому Линбери, не подозревая, что Ральф едет вслед за ними. Когда воры складывают драгоценности в портфель и выходят во двор, поджидавший их Марш, угрожая пистолетом, заставляет их отдать ему портфель, после чего закрывает воров в гараже и убегает. Тем временем, разгневанный Ральф подходит к машине Поли, собираясь разобраться с женой. Когда Ральф наставляет на Поли пистолет, между ними начинается борьба, в ходе которой раздаётся случайный выстрел, убивающий Ральфа. В то же самое время воры выбираются из гаража и начинают преследовать Марша, открывая вслед ему огонь. Однако Марш успевает добраться до машины Поли, где видит застреленного Ральфа, труп которого он выталкивает на обочину, после чего пара успевает уехать. Марш заключает, что Ральфа убило одной из шальных пуль, которые выпустили воры во время погони. Тем временем воры обнаруживают тело убитого Ральфа, а также находят дорогой браслет Поли, который слетел с её руки во время борьбы с мужем. После убийства Ральфа планы Марша и Поли меняются, так как если они сбегут в такой ситуации, то на них падёт подозрение в убийстве. Поэтому Марш отвозит Поли обратно в ночной клуб к своим друзьям, где Филлис относит нервное состояние Поли на счёт того, что она надолго рассталась с любимым человеком. Тем временем на осмотр места убийства Ральфа прибывают инспектор Пэйли (Джеймс Тодд), лейтенант Дженнингс (Э. Г. Маршалл) и сержант Аллен (Эдвард Биннс). Установив по документам личность убитого, они однако ничего не знают об ограблении в соседнем доме, так как о нём никто не заявлял. Так и не поняв мотивов убийства Ральфа, полиция направляется к нему домой, куда Рикеры вскоре привозят Поли из ночного клуба. Выяснив, что она последний раз видела мужа перед отправлением в ресторан, Дженнингс и Аллен откладывают продолжение расследование до утра.
Следующим утром Марш приезжает в офис, где видит, как Кэти печатает на машинке подробные инструкции о работе компании, которые Ральф записал на магнитофон перед уходом в отпуск. Пока Кэти выходит, чтобы ответить на телефонный звонок, Марш включает магнитофон и слышит, как Ральф поручает своему адвокату Франклину вычеркнуть Поли из своего завещания на том основании, что она изменила ему и завела роман с Маршем. Далее Ральф говорит о намерении проследить за ними вечером, после чего выяснить отношения с обоими. Услышав эти слова, Марш немедленно отправляет Кэти домой, чтобы она отдохнула перед тяжёлым завтрашним днём, когда им предстоит разбираться с делами босса. В этот момент появляются Дженнингс и Аллен, которые спрашивают Марша, почему он в воскресный день вышел на работу и что он делал вчера вечером. На вопрос детективов об оружии, Кэти и Марш говорят, что у босса был пистолет, который он держал в незапертом ящике стола, и потому его оружием могли завладеть многие. Пока Кэти провожает детективов, Марш стирает запись на магнитофоне.
Вскоре полиция устанавливает, что Ральф был убит из своего собственного пистолета, на рукоятке которого обнаружены его собственные отпечатки, при этом в то же время стрельба велась ещё из двух пистолетов. Детективы связываются по радиосвязи с доктором Линбери, около дома которого произошло убийство, однако тот отвечает, что никогда не слышал о Ральфе Невинсе. На похоронах Ральфа Марш в целях безопасности держится в стороне от Поли, которая в свою очередь ревниво подмечает, как он обходительно обращается с Кэти. Марш с помощью Кэти всё глубже погружается в дела фирмы в то время, как Поли в течение двух дней страдает в одиночестве. Не в состоянии терпеть такое положение, она звонит Маршу на работу, в ультимативной форме требуя, чтобы он немедленно приехал на встречу с ней в магазин грампластинок. Поли говорит, что теперь им вообще не надо бежать, так как Марш руководит офисом, она скоро станет наследницей состояния мужа, а с драгоценностями они смогут разобраться позднее. Тем временем двое воров находят ювелира, который изготовил найденный ими браслет по индивидуальному заказу для Поли Невинс. После ухода воров ювелир, вспомнив о недавнем убийстве Ральфа Невинса, звонит в полицию. У детективов вызывает подозрение то, что Поли при езде по городу как будто пытается оторваться от возможных преследователей, и они устанавливают за ней скрытую слежку. После рабочего дня Кэти приглашает Марша на ужин к себе домой, не зная, что за ними следит Поли. Когда в два часа ночи Марш возвращается в свою квартиру, он встречает там пьяную Поли, поведение которой вызывает у Марша всё большее недовольство. Поли обвиняет Марша в романе с Кэти, а затем заявляет, что они повязаны на всю жизнь, и, в конце концов, пробалтывается, что это она застрелила Ральфа из самообороны во время борьбы в машине. На вопрос, почему она сразу обо всём не рассказала, она отвечает, что испугалась, что ей не поверят, и это могло бы разрушить их планы. Детективы видят, как Поли покидает дом Марша. Вскоре двух воров навещает их босс, организовавший кражу драгоценностей, которым оказывается доктор Линбери, который вернулся с рыбалки раньше срока. Подслушав их разговор про найденный браслет Поли стоимостью 100 тысяч долларов, Линбери убивает обоих воров.
Во время очередного разговора с детективами Поли даёт им понять, что у её мужа мог быть роман с секретаршей. После ухода детективов у неё дома появляется Линбери, объясняя ей, что сам организовал ограбление своего дома, потому что несколько лет назад в тайне от жены продал её драгоценности, заменив их качественными копиями. И чтобы скрыть своё преступление и одновременно ещё раз обогатиться, получив страховку, он организовал кражу фальшивых драгоценностей. Понимая, что драгоценности ничего не стоят и принесут ей только новые проблемы при попытке их продать, Поли даёт Линбери адрес Марша, чтобы тот смог забрать драгоценности, прежде чем вскроется, что они поддельные. Линбери в свою очередь возвращает Поли её браслет. Прибывшие в офис детективы расспрашивают Марша о Кэти, выдвигая версию, что она была любовницей Ральфа, и когда он решил с ней порвать, она заманила босса в парк, где и застрелила. Затем в присутствии Марша они допрашивают Кэти, которая неожиданно заявляет, что провела ночь у Марша. Детективы принимают это утверждение в качестве алиби и уходят. На вопрос Марша, зачем она так сказала, Кэти объясняет, что таким образом пыталась обеспечить алиби не себе, а ему. Кэти признаётся Маршу, что влюблена в него с момента их первой встречи в офисе. Оказывается, она прослушала до конца записанную Ральфом плёнку, где тот изложил план слежки за Поли и Маршем в ночь своей смерти. Ральф собирался убить Поли, однако, как заключила Кэти, Марш убил его ради спасения Кэти. Марш признаётся Кэти, что наделал много плохого, о чём сожалеет, но он никого не убивал. Марш снимает трубку и звонит в полицию. Когда он собирается отнести портфель с драгоценностями в полицию, в его квартире появляется Линбери, и, угрожая оружием, забирает портфель, однако на улице его арестовывают двое детективов. Марш приезжает к Поли, возмущённо отчитывая её за то, что она хотела подставить Кэти, после чего заявляет, что больше не любит её. В этот момент появляется полиция, которая арестовывает Поли. Отправившись переодеться в свою комнату, она видит в окно, как Кэти обнимает Марша. Сопровождаемый двумя полицейскими, Марш говорит Кэти, что он не достоин её любви, на что она заявляет, что это решать ей.

## В ролях
- Кэрол Омарт — Полин «Поли» Невинс
- Том Трайон — Е. В. «Марш» Маршалл
- Джеймс Грегори — Ральф Невинс
- Элейн Стритч — Филлис Рикер
- Джоди Лоуренс — Кэти Стивенс
- Дэвид Льюис — доктор Линбери
- Э. Г. Маршалл — лейтенант Дженнингс
- Эдвард Биннс — сержант Аллен
- Билли Грэй — Том Рикер
- Барри Этуотер — криминалист-лаборант (в титрах не указан)

## Создатели фильма и исполнители главных ролей
Режиссёр Майкл Кёртис был одним из самых признанных голливудских режиссёров 1930-40-х годов благодаря постановке приключенческих экшнов «Одиссея капитана Блада» (1935), «Приключения Робин Гуда» (1938, номинация на Оскар как лучшему режиссёру) и «Морской ястреб» (1940), фильмы нуар «Меченая женщина» (1937), «Кид Галахад» (1937) и «Ангелы с грязными лицами» (1938, номинация на Оскар как лучшему режиссёру), военная мелодрама «Касабланка» (1942, Оскар), фильмы нуар «Милдред Пирс» (1945) и «Переломный момент» (1950).
Как отмечает кинокритик Гэри Дин, Фрэнк Тэшлин, который написал сценарий этого фильма, в дальнейшем прославился как сценарист и режиссёр таких комедий, как «Эта девушка не может иначе» (1956) и «Испортит ли успех Рока Хантера?» (1957) с Джейн Мэнсфилд, а также «Художники и модели» (1955) и «Мальчик гейша» (1958) с участием Джерри Льюиса.
В 1946 году актриса Кэрол Омарт завоевала титул Мисс Юта, после чего избрала карьеру модели, а в 19 лет стала прототипом героини популярной серии комиксов. В 1955 году, когда студия Paramount Pictures «нашла и отполировала Омарт до блеска как свой ответ Мэрилин Монро», актриса «стала самым горячим открытием Голливуда». Студия подписала с неизвестной красавицей долгосрочный контракт, и запустила щедрую 2-миллионную рекламную кампанию, чтобы немедленно довести её до статуса звезды. Однако, в итоге «Алый час» стал первым и последним фильмом Омарт для Paramount. Вскоре она сыграла главные роли в фильме нуар «Безумная вечеринка» (1956) и в фильме ужасов «Дом ночных призраков» (1959). Как отмечает биограф актрисы Грег Барриос, «к концу 1957 года Омарт была отработана студийной звёздной системой, пребывавшей в тот момент на стадии окончательного упадка». В 1960-е годы она работала преимущественно на телевидении, а также снялась в нескольких второстепенных фильмах, среди них хоррор-комедия «Ребёнок паука» (1967) и фильм ужасов «Спектр Эдгара Алана По» (1974), ставший её последним фильмом. В 1973 году Омарт дала своё последнее интервью, после чего, как написал Барриос в 1989 году, «в буквальном смысле исчезла — и её местонахождение было неизвестно ни родственникам, ни даже её матери, которая всегда жёстко контролировала жизнь дочери».
По информации Американского института кино, Элейн Стритч была хорошо известной бродвейской актрисой, которая, хотя и сыграла и в немногих художественных фильмах, однако добилась большого успеха в театре и на телевидении. Том Трайон также сыграл во многих телепрограммах в 1960-е годы. После своего последнего появления в кино в 1971 году Трайон сменил сферу деятельности, став успешным романистом.

## История создания и прокатная судьба фильма
По информации Американского института киноискусства, фильм делался под рабочим названием «Слишком поздно, моя любовь». По словам историка кино Хэла Эриксона, «фильм стал относительно смелым экспериментом для Paramount середины 1950-х. Студия потратила много денег на этот проект и привлекла режиссёра высокого уровня Майкла Кёртиса, при этом наполнив актёрский состав молодыми неизвестными именами». Как отмечает Дин, студия Paramount назначила «продюсером и режиссёром фильма знаменитого Майкла Кёртиса, обеспечив его крепким бюджетом категории А. Однако, актёрский состав был составлен главным образом из „новых лиц“, включая Тома Трайона, Кэрол Омарт, Джеймса Грегори и Джоди Лоуренс». Как отмечалось в нескольких современных статьях и рецензиях, студия Paramount предприняла «особые усилия, чтобы продвинуть „новые лица“, для которых этот фильм стал дебютом в кино, среди них Омарт, Том Трайон и Элейн Стритч. Лоуренс же к тому времени уже сыграла в нескольких фильмах».
Как написал Барриос, «при описании образа, который он хотел получить от Омарт, Кёртис инструктировал гримёра картины: „Я хочу видеть тигрицу, только что из джунглей“».
Сцены фильма в ночном клубе снимались в ночном клубе гостиницы «Хрустальная комната» в Беверли Хиллс.
В обзоре Variety отмечалось, что при съёмках картины использовались «новые японские линзы Fujinon, которые позволяли добиться выразительной съёмки при значительно меньшем уровне света, чем требуется при использовании обычных линз».
По информации Дина, «фильм был выпущен с малым шумом и быстро исчез с экранов. На протяжении более чем 50 лет он пребывал в полной неизвестности».

## Оценка фильма критикой
По информации Барриоса, «после выхода на экраны фильм был равнодушно встречен критикой». Гэри Дин также замечает, что «первые отклики на фильм были в лучшем случае прохладными». В частности, британская газета The Times написала, что «это довольно скучные полтора часа в компании актёров, которые ещё не сделали себе имя, и вряд ли сделают его благодаря этому фильму. В истории соединены довольно непривлекательный любовный треугольник с кражей драгоценностей, а режиссёр Кёртис достигает лишь определённого уровня саспенса, но мало чего ещё».
По мнению Дина, этот фильм «намного более характерен для нуаров 1940-х годов, со многими свойственными тому времени тематическими, повествовательными и визуальными мотивами. Среди них — герой, одержимый сексуально притягательной женщиной, хорошая и покорная другая женщина, которая любит героя, городская среда, где живут несчастливо своими жизнями днём и ночью, мрачный и запутанный сюжет, который подаётся с крутой напряжённостью и тревогой, тени, необычные ракурсы и „обманчивые“ кадры, которые усиливают чувство беспокойства и тревоги». Дин усмотрел заметное влияние на эту картину фильма нуар «Двойная страховка» (1944), а также фильма «Слишком поздно для слёз» (1949), особенно его вступительного эпизода.
Далее Дин описывает фильм как «хорошо знакомую историю мрачной любви, страсти, двуличия и убийства», «сюжетные повороты которой умело придуманы главным сценаристом Фрэнком Тэшлиным». Однако, «даже при столь динамичном сценарии фильм не выдерживает того стиля и темпа, которые следовало бы ожидать». По мнению Дина, «несмотря на все свои красоты, фильм страдает от странной вялости. Все составляющие первоклассного нуара 1940-х здесь налицо, но сочетание слабого главного актёра, чересчур дорогостоящие производственные качества и недостаточный темп в финале делают его немного пресным». Критик предъявляет также претензии визуальному решению картины, в частности, «не каждый кадр и эпизод выстроен в должной мере творчески и тщательно, как мог бы, а движение камеры значительно менее гладкое, чем то, к которому привыкли в фильмах Кёртиса». Сравнивая «Алый час» с фильмами нуар Кёртиса 1940-х годов, Дин указывает, что «в старых фильмах сложная хореография сюжета, изобразительного ряда и актёрской игры соединялись в нечто более великое, чем просто сумма частей. Однако в этом фильме дрожжи не вполне поднялись».

### Оценка актёрской игры
После выхода фильма кинокритик Дэвид Бонгард из Herald Express высоко оценил игру «Кэрол Омарт в роли сладострастной жены босса» По его мнению, «в некоторых ракурсах она поразительно напоминает Барбару Стенвик. По всей видимости, она Галатея Кёртиса в актёрской игре. Если бы материал не был настолько незрелым и чрезмерно мелодраматичным, она могла бы попасть с этой ролью в яблочко. Возможно, скоро она потянет работы уровня Стэнвик или Бетт Дейвис». По мнению Дина, «бывшая модель и королева красоты Кэрол Омарт» удачно справляется с ролью, «создавая намного более сложный и симпатичный персонаж, чем стереотипная роковая женщина». Он пишет, что «Кёртис безусловно видел в Омарт больше, чем просто безупречную фигуру. Её холодный, прокуренный голос и длинные, стройные ноги указывают на связь с образами огненно-ледяных сирен 1940-х годов, однако создаваемый ей образ не выглядит вторичным». По словам Дина, «ледяное сексуальное коварство, которое Омарт демонстрирует с тонкостью и отчаянием на протяжении всего фильма, завершает нуаровый цикл», и после неё сходный образ создала лишь Кэтлин Тёрнер в фильме «Жар тела» (1981) четверть века спустя.
По мнению Дина, «сила фильма отчасти страдает от малого актёрского диапазона Тома Трайона. Частично это проистекает из сценария, который оставляет ему мало свободы, чтобы показать борьбу добродетели и искушения». Более искусный актёр, возможно, и справился бы с задачей и в таких условиях, «но максимум на что способен Трайон — это жалкая беспомощность». С другой стороны, остальные актёры, по мнению Дина, «тянут свою лямку восхитительно». В частности, «Джоди Лоуренс делает в своей роли всё возможное, но в своём образе крашенной блондинки она слишком напоминает более острую и более выразительную Джен Стерлинг». Однако «актриса, которая здесь воистину выделяется — и делает это стильно — это Элейн Стритч в роли доверенной подруги Поли. В своём дебютном фильме Стритч демонстрирует свою фирменную способность отвоевать себе внимание зрителя у любого актёра, который находится вместе с ней в кадре». Хотя Стритч «дерзко перетягивает на себя все сцены», тем не менее Омарт удаётся составить ей достойную пару, и «их совместные сцены оживляют фильм». По мнению Дина, «практически не напрягаясь, Стритч создаёт одну из великих малых ролей во всём нуаре». Что касается остальных актёров, то Джеймс Грегори хорош в роли мстительного мужа, Дэвид Льюис — в качестве организатора кражи драгоценностей, а Э. Г. Маршалл и Эд Биннс — в ролях офицеров полиции. «Все эти актёры в 1960-е годы добились признания на телевидении».